# 刻有葡國盾徽之石塊（蓮峰廟旁）

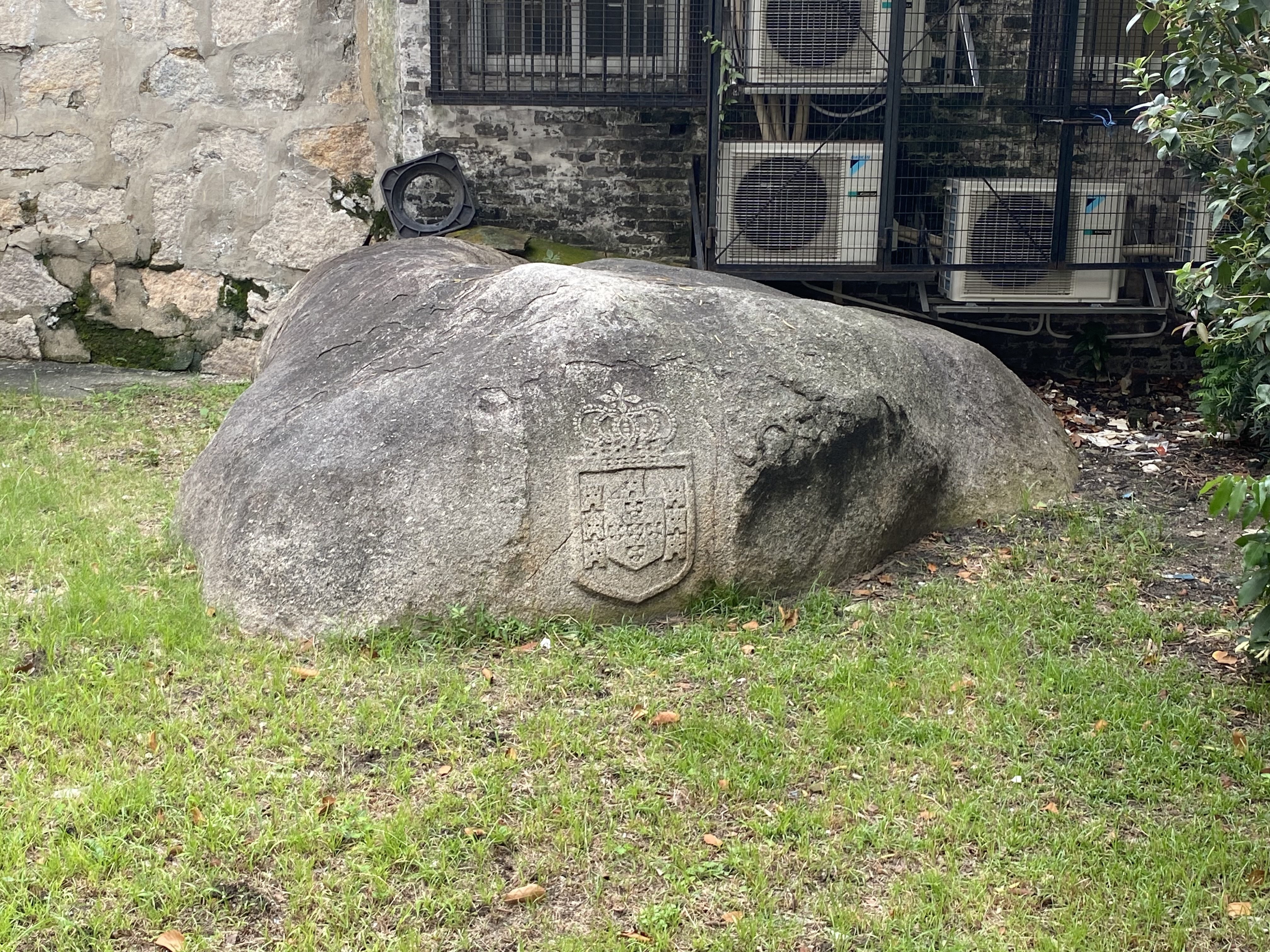

刻有葡國盾徽之石塊（蓮峰廟旁）(又稱亞婆石)，是位於澳門特別行政區提督馬路旁的一塊石頭，位於蓮峰廟、澳門林則徐紀念館及普濟蓮峰學校旁邊，為葡萄牙殖民澳門時所立。石上刻有「1849年8月22日」的字樣及葡國盾徽，用來紀念於上述日期在此地遇刺身亡的澳葡總督亞馬留。

## 歷史
- 1553年（明嘉靖三十二年），葡萄牙人以晾曬貨物為借口，登陸澳門媽閣廟附近。其後明政府批准葡萄牙人在廣東沿海進行貿易。[3]
- 1846年4月（清道光二十六年），澳督亞馬留上任，實行一系列殖民統治澳門的政策。
- 1848年(清道光二十八年)，派兵佔領關閘，並開闢馬路。此石就是於開闢馬路時設立。葡人習慣於＂新發現＂土地上刻石立碑作為佔領當地的象徵。 [2]
- 「亞婆石」是因爲一個年長乞兒婆常在石旁行乞而得名。據說亞馬留每次巡視總往該處施捨亞婆。他就在這塊亞婆石旁被村民沈志亮等七人伏擊，拖下馬砍去頭顱。[4]

## 價值
- 中式廟宇與西式盾徽對比，突出了澳門中西文化交融的特色。
- 該石為澳門文物之一。